# Санђано
Санђано (итал. Sangiano) је насеље у Италији у округу Варезе, региону Ломбардија.
Према процени из 2011. у насељу је живело 1536 становника. Насеље се налази на надморској висини од 233 м.

## Становништво
Према резултатима пописа становништва 2011. у општини је живело 1.536 становника.
| 1931. | 1936. | 1951. | 1961. | 1971. | 1981. | 1991. | 2001. | 2011. |
| ----- | ----- | ----- | ----- | ----- | ----- | ----- | ----- | ----- |
| 800   | 731   | 1.071 | 1.044 | 1.123 | 1.233 | 1.167 | 1.247 | 1.536 |